# Dracy-le-Fort
Dracy-le-Fort este o comună în departamentul Saône-et-Loire, Franța. În 2009 avea o populație de 1.326 de locuitori.

## Evoluția populației
| An        | 1975 | 1982 | 1990  | 1999  | 2006  | 2009  |
| --------- | ---- | ---- | ----- | ----- | ----- | ----- |
| Populație | 514  | 908  | 1.103 | 1.092 | 1.321 | 1.326 |